# Шарон (Массачусетс)
Шарон (англ. Sharon) — місто (англ. town) в США, в окрузі Норфолк штату Массачусетс. Населення — 18 575 осіб (2020).

### Клімат
| Клімат : Шарон        | Клімат : Шарон | Клімат : Шарон | Клімат : Шарон | Клімат : Шарон | Клімат : Шарон | Клімат : Шарон | Клімат : Шарон | Клімат : Шарон | Клімат : Шарон | Клімат : Шарон | Клімат : Шарон | Клімат : Шарон | Клімат : Шарон |
| Показник              | Січ.           | Лют.           | Бер.           | Квіт.          | Трав.          | Черв.          | Лип.           | Серп.          | Вер.           | Жовт.          | Лист.          | Груд.          | Рік            |
| Середній максимум, °C | 2,2            | 4,4            | 8,9            | 15,0           | 21,1           | 25,6           | 28,3           | 38,9           | 22,8           | 16,7           | 11,1           | 5,0            | 16,7           |
| Середній мінімум, °C  | −7,8           | −6,1           | −2,2           | 2,8            | 8,3            | 13,9           | 16,7           | 16,1           | 11,7           | 5,6            | 0,6            | −4,4           | 4,6            |
| Норма опадів, мм      | 96             | 93             | 122            | 310            | 93             | 104            | 99             | 99             | 93             | 110            | 113            | 115            | 1447           |
| --------------------- | -------------- | -------------- | -------------- | -------------- | -------------- | -------------- | -------------- | -------------- | -------------- | -------------- | -------------- | -------------- | -------------- |
| Джерело:              |                |                |                |                |                |                |                |                |                |                |                |                |                |

## Демографія
Згідно з переписом 2010 року, у місті мешкало 17 612 осіб у 6219 домогосподарствах у складі 5039 родин. Було 6456 помешкань
Расовий склад населення:
| - 82,3 % — білих - 10,9 % — азіатів - 4,2 % — чорних або афроамериканців - 0,1 % — корінних американців |

До двох чи більше рас належало 1,8 %. Частка іспаномовних становила 2,1 % від усіх жителів.
За віковим діапазоном населення розподілялося таким чином: 27,3 % — особи молодші 18 років, 60,0 % — особи у віці 18—64 років, 12,7 % — особи у віці 65 років та старші. Медіана віку мешканця становила 43,3 року. На 100 осіб жіночої статі у місті припадало 93,2 чоловіків;  на 100 жінок у віці від 18 років та старших — 90,6 чоловіків також старших 18 років.
Середній дохід на одне домашнє господарство  становив 183 538 доларів США (медіана — 132 734), а середній дохід на одну сім'ю — 205 243 долари (медіана — 144 286). Медіана доходів становила 101 521 долар для чоловіків та 74 712 долари для жінок. За межею бідності перебувало 2,0 % осіб, у тому числі 1,6 % дітей у віці до 18 років та 3,4 % осіб у віці 65 років та старших.
Цивільне працевлаштоване населення становило 9626 осіб. Основні галузі зайнятості: освіта, охорона здоров'я та соціальна допомога — 31,1 %, науковці, спеціалісти, менеджери — 19,6 %, фінанси, страхування та нерухомість — 11,1 %, мистецтво, розваги та відпочинок — 7,1 %.